# Come Shop wit Me
Come Shop wit Me è il secondo album in studio del rapper statunitense Young Jeezy, pubblicato nel 2003.

## Tracce
CD 1: Hard
1. Can U Smell
2. We Can Play the Game (featuring 11/29)
3. 22's or Better
4. Ain't A
5. Let Me Hit Dat (featuring FiDank)
6. Take It to the Floor (featuring Bone Crusher)
7. Gangsta Walkin' (featuring Dank)
8. Put the Whip on It
9. Mel Man Speaks
10. Put the Whip on It (Part 2)
11. Haters (featuring Lil Jon & 11/29)
12. GA (featuring Pastor Troy & Shawty Redd)

CD 2: Soft
1. Real Talk
2. Come Shop wit Me
3. Ain't Nothin Like
4. Thug Ya (featuring Oobie)
5. I'm a Gangsta (featuring Kinky)
6. Bananas
7. 2Nite (featuring Cutty Cartel of Jim Crow)
8. That's What's Up (featuring Mykel)
9. I Ride (featuring Kinky)
10. Rainy Days (featuring Jennie Lasater)
11. Gold Mouth Speaks
12. The Game (featuring Sunny Spoon & Lil' C)
13. Gold Mouth Speaks
14. Matrix